# Ivan Edesjko
Ivan Ivanovitsj Edesjko (Russisch: Иван Иванович Едешко) (Wit-Russisch: Іван Іванавіч Ядэшка) (Stetski, Grodno District, Oblast Grodno, 25 maart 1945), is een Wit-Russisch voormalig professioneel basketbalspeler die goud won op de Olympische Spelen in 1972. Mede door zijn inbound pass naar Aleksandr Belov, won de Sovjet-Unie met 51-50 van de Verenigde Staten.

## Carrière
Edesjko begon zijn carrière in 1963 bij Spartak Minsk. In 1968 verhuisde hij naar RTI Minsk. In 1969 veranderde de clubnaam naar Boerevestnik Minsk. Na Boerevestnik speelde Edesjko van 1971 tot 1977 voor CSKA Moskou. Met CSKA werd Edesjko zes keer landskampioen van de Sovjet-Unie in 1971 1972, 1973, 1974, 1976 en 1977. Ook werd hij met CSKA twee keer winnaar van de USSR Cup in 1972 en 1973. In 1971 won Edesjko de EuroLeague met CSKA. In 1978 verhuisde hij naar SKA Kiev. In 1979 keerde Edesjko terug bij CSKA Moskou. Nu werd hij twee keer landskampioen van de Sovjet-Unie in 1979 en 1980. Na dat jaar ging hij weer naar SKA Kiev. In 1981 stopte hij met basketbal.
Hij kreeg in 1972 de Ereteken van de Sovjet-Unie toegekend, in 1982 de Medaille voor Voortreffelijke Prestaties tijdens de Arbeid en in 2006 de Orde van de Eer (Russische Federatie). Hij kreeg de onderscheiding Meester in de sport van de Sovjet-Unie in 1972.
Edesjko studeerde af aan het Wit-Russische Instituut voor Lichamelijke Opvoeding (1970).

## Erelijst
- Landskampioen Sovjet-Unie: 8
  - Winnaar: 1971, 1972, 1973, 1974, 1976, 1977, 1979, 1980
  - Tweede: 1975
- Bekerwinnaar Sovjet-Unie: 2
  - Winnaar: 1972, 1973
- EuroLeague: 1
  - Winnaar: 1971
  - Runner-up: 1973
- Olympische Spelen: 1
  - Goud: 1972
  - Brons: 1976
- Wereldkampioenschap: 1
  - Goud: 1974
  - Zilver: 1978
- Europees Kampioenschap: 2
  - Goud: 1971, 1979
  - Zilver: 1975
  - Brons: 1973

## Speler
4 Tammiste ·
5 Paulauskas  ·
6 Sakandelidze ·
7 Zjarmoechamedov ·
8 Bolosjev ·
9 Edesjko ·
10 S. Belov ·
11 Polivoda ·
12 Tomson ·
13 Korkia ·
14 A. Belov ·
15 Andrejev ·
Coach: Kondrasjin
· Assistent-coach: Basjkin
· Assistent-coach: Portnych
4 Polivoda ·
5 Paulauskas  ·
6 Sakandelidze ·
7 Zjarmoechamedov ·
8 Bolosjev ·
9 Edesjko ·
10 S. Belov ·
11 Korkia ·
12 Dvorny ·
13 Volnov ·
14 A. Belov ·
15 Kovalenko ·
Coach: Kondrasjin
· Assistent-coach: Basjkin
· Assistent-coach: Portnych
4 Salumets ·
5 Paulauskas  ·
6 Sakandelidze ·
7 Miloserdov ·
8 Bolosjev ·
9 Edesjko ·
10 Belov ·
11 J. Kovalenko ·
12 Mysjkin ·
13 Djatsjenko ·
14 Pavlov ·
15 S. Kovalenko ·
Coach: Kondrasjin
· Assistent-coach: Basjkin
· Assistent-coach: Portnych
4 Pavlov ·
5 Paulauskas  ·
6 Miloserdov ·
7 Salnikov ·
8 Bolosjev ·
9 Edesjko ·
10 S. Belov ·
11 Tomson ·
12 Bolsjakov ·
13 Chartsjenkov ·
14 A. Belov ·
15 Zjigili ·
Coach: Kondrasjin
· Assistent-coach: Basjkin
· Assistent-coach: Portnych
4 Bolsjakov ·
5 Pavlov ·
6 Miloserdov ·
7 Salnikov ·
8 Bolosjev ·
9 Edesjko ·
10 S. Belov  ·
11 Sidjakin ·
12 Zjarmoechamedov ·
13 Korkia ·
14 A. Belov ·
15 Zjigili ·
Coach: Kondrasjin
· Assistent-coach: Basjkin
· Assistent-coach: Portnych
4 Arzamaskov ·
5 Salnikov ·
6 Miloserdov ·
7 Zjarmoechamedov ·
8 Makejev ·
9 Edesjko ·
10 S. Belov  ·
11 Tkatsjenko ·
12 Mysjkin ·
13 Korkia ·
14 A. Belov ·
15 Zjigili ·
Coach: Kondrasjin
· Assistent-coach: Basjkin
· Assistent-coach: Portnych
4 Jerjomin ·
5 Bolosjev ·
6 Lopatov ·
7 Zjarmoechamedov ·
8 Salnikov ·
9 Edesjko ·
10 Belov  ·
11 Tkatsjenko ·
12 Mysjkin ·
13 Jovaiša ·
14 Bilostinnyj ·
15 Zjigili ·
Coach: Gomelski
· Assistent-coach: Ozerov
· Assistent-coach: 
4 Jerjomin ·
5 Chomičius ·
6 Tarakanov ·
7 Zjarmoechamedov ·
8 Lopatov ·
9 Edesjko ·
10 Belov  ·
11 Tkatsjenko ·
12 Mysjkin ·
13 Salnikov ·
14 Bilostinnyj ·
15 Zjigili ·
Coach: Gomelski
· Assistent-coach: Ozerov
· Assistent-coach: 

## Assistent coach
4 Jerjomin  ·
5 Enden ·
6 Tarakanov ·
7 Sabonis ·
8 Lopatov ·
9 Derioegini ·
10 Valters ·
11 Tkatsjenko ·
12 Mysjkin ·
13 Jovaiša ·
14 Bilostinnyj ·
15 Chomičius ·
Coach: Gomelski
· Assistent-coach: Selichov
· Assistent-coach: Edesjko
4 Volkov ·
5 Enden ·
6 Tarakanov ·
7 Chomičius ·
8 Babenko ·
9 Tichonenko ·
10 Valters ·
11 Tkatsjenko ·
12 Marčiulionis ·
13 Jovaiša ·
14 Pankrasjkin ·
15 Hoborov ·
Coach: Gomelski
· Assistent-coach: Edesjko
· Assistent-coach: 